# Hans Jacobsen Lunddahl
Hans Jacobsen Lunddahl (født 26. april 1778 i Ribe, død 8. september 1846 i København) var en dansk embedsmand.
Han blev exam.jur. i 1800, kopist ved renteskriverkontoret på Fyn 1800–1804, fuldmægtig ved renteskriverkontoret for Fyn og Lolland 1804–1807 og amtsforvalter for Lolland 1807–1826. Han tildeltes  ærestitlen kammerråd i 1817. I 1825 blev Lunddahl arresteret for bedrageri og suspenderet fra sin stilling som amtsforvalter, og en kommission nedsattes til at behandle hans bo. Året efter blev han afskediget, og i 1831 blev kommissionen opløst, da kun kassemangel kunne påvises. 
Han var far til kammerråd Jacob Andreas Lunddahl.